# 内記
内記（ないき）は、律令制において中務省に属した品官。唐名は起居郎・柱下。和訓は「うちのしるすつかさ」。

## 職掌
内記は中務省直属の官で詔勅・宣命・位記の起草・天皇の行動記録を職掌としていた。そのため文筆の上手い官人や学者が優先的に就任し、大内記は紀伝道（文章道）の国家試験合格者に限定されていた。
ところが平安時代に入ると、内記の役割が徐々に衰退していくことになる。内記は天皇の公的な行動記録を残すことを職掌としており私的空間である内裏に立入ることは出来なかった。ところが、蔵人所が設置されて蔵人には内裏への立入が認められたために、天皇は蔵人を通じて太政官に命令（勅旨）を下すようになり、宮中行事などを除いて天皇が内裏の外に出る必要性がなくなったために、結果的には天皇と内記の接触が減少したことにより行動記録の職掌を失った。更に太政官の命令を起草する外記が勢力を拡大して詔勅起草の職掌を奪ったことが重なり、その役割を失っていったのである。
中務省直属の官として四等官からは独立しており（品官（ほんかん）・一司）、事務所は内記局と呼ばれる。内記局は左兵衛陣の南側にあったとされている。また、中国の起居注に倣って天皇の日々の動静についての記録をとって「内記日記」としてまとめられていたが、前述の理由により平安時代後期には行われなくなり、現在は一部の逸文以外は残されていない。

## 職員
- 大内記（正六位上）2名のち1名
- 中内記（正七位上）2名－806年に廃止
- 少内記（正八位上）2名－中内記廃止後に正七位上相当に引き上げ

- 史生－中内記に代わって設置、4名